# Championnat d'Australie de Formule 2

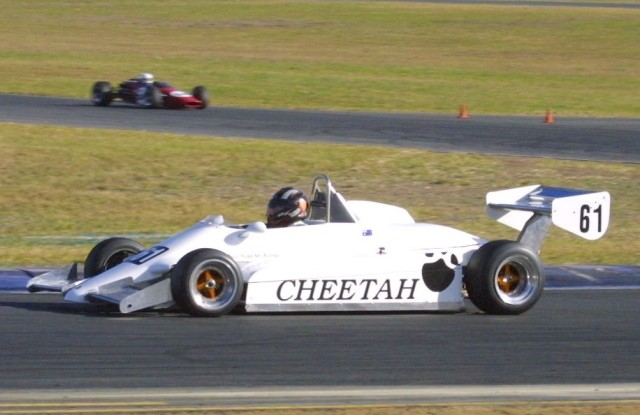
Cheetah Ranking cars, championnat d'Autralie

Le championnat d'Australie de Formule 2 est une compétition automobile créée en 1964, qui ne respectait aucun des règlements FIA de Formule 2 en vigueur de 1964 à 1984. À la fin de la saison 1988 la CAMS (Confederation of Australian Motor Sport) remplace  la catégorie Formule 2 par la Formule Holden.

## Palmarès
| Saison    | Pilote          | Voiture                                        |
| --------- | --------------- | ---------------------------------------------- |
| 1964      | Greg Cusack     | Elfin Ford                                     |
| 1965      | Greg Cusack     | Repco Brabham Cosworth                         |
| 1966–1968 | No championship | No championship                                |
| 1969      | Max Stewart     | Mildren Waggott                                |
| 1970      | Max Stewart     | Mildren Waggott                                |
| 1971      | Henk Woelders   | Elfin 600C Waggott                             |
| 1972      | Larry Perkins   | Elfin 600B Ford                                |
| 1973      | Leo Geoghegan   | Birrana 272 & 273 Ford                         |
| 1974      | Leo Geoghegan   | Birrana 274 Ford                               |
| 1975      | Geoff Brabham   | Birrana 274 Ford                               |
| 1976      | Graeme Crawford | Birrana 273 Ford                               |
| 1977      | Peter Larner    | Elfin 700 Ford                                 |
| 1978      | No championship | No championship                                |
| 1979      | Brian Shead     | Cheetah Mk6 Toyota                             |
| 1980      | Richard Davison | Hardman JH1 Ford                               |
| 1981      | John Smith      | Ralt RT1 Ford                                  |
| 1982      | Lucio Cesario   | Ralt RT3 Volkswagen                            |
| 1983      | Ian Richards    | Richards 201 Volkswagen                        |
| 1984      | Peter Glover    | Cheetah Mk7 Volkswagen                         |
| 1985      | Peter Glover    | Cheetah Mk8 Volkswagen                         |
| 1986      | Jonathon Crooke | Cheetah Mk8 Volkswagen                         |
| 1987      | Arthur Abrahams | Cheetah Mk8 Volkswagen                         |
| 1988      | Rohan Onslow    | Cheetah Mk8 Volkswagen Ralt RT30/85 Volkswagen |